# Masłowice (gemeente)
De gemeente Masłowice is een landgemeente in het Poolse woiwodschap Łódź, in powiat Radomszczański.
De zetel van de gemeente is in Masłowice.
Op 30 juni 2004 telde de gemeente 4416 inwoners.

## Oppervlakte gegevens
In 2002 bedroeg de totale oppervlakte van gemeente Masłowice 116,2 km², waarvan:
- agrarisch gebied: 72%
- bossen: 16%

De gemeente beslaat 8,05% van de totale oppervlakte van de powiat.

## Demografie
Stand op 30 juni 2004:
| Omschrijving                   | Totaal | Totaal | Vrouwen | Vrouwen | Mannen | Mannen |
| ------------------------------ | ------ | ------ | ------- | ------- | ------ | ------ |
| eenheid                        | aantal | %      | aantal  | %       | aantal | %      |
| inwoners                       | 4416   | 100    | 2223    | 50,3    | 2193   | 49,7   |
| bevolkingsdichtheid (inw./km²) | 38     | 38     | 19,1    | 19,1    | 18,9   | 18,9   |

In 2002 bedroeg het gemiddelde inkomen per inwoner 1155,45 zł.

## Plaatsen
Bartodzieje, Borki, Chełmo, Granice, Huta Przerębska, Kalinki, Kawęczyn, Koconia, Kolonia Przerąb, Korytno, Kraszewice, Krery, Łączkowice, Masłowice, Ochotnik, Przerąb, Strzelce Małe, Tworowice, Wola Przerębska.

## Aangrenzende gemeenten
Gorzkowice, Kobiele Wielkie, Kodrąb, Łęki Szlacheckie, Przedbórz, Ręczno, Wielgomłyny